# El Ejido
El Ejido es una ciudad y municipio español situado en la parte centro-sur de la comarca del Poniente Almeriense, en la provincia de Almería, comunidad autónoma de Andalucía. A orillas del mar Mediterráneo, este municipio limita con los de Roquetas de Mar, La Mojonera, Vícar, Dalías y Balanegra.
El municipio ejidense cuenta con una población de 90 135 habitantes (INE 2024) y comprende los núcleos de población de El Ejido —capital municipal, comarcal y sede de un partido judicial propio—, Almerimar, Santa María del Águila, Las Norias de Daza, Balerma, San Agustín, Matagorda, Pampanico, Tarambana, San Silvestre, Guardias Viejas, La Redonda, El Canalillo y Paraíso Al Mar.
Es la tercera ciudad más poblada de la provincia, sólo precedida por la capital y Roquetas de Mar.

## Toponimia
Nombre que hace referencia al campo comunal, situado a las afueras del pueblo, donde se reunía el ganado, o se establecían las eras. Etimológicamente, procede del latino exitum, 'salida al campo', cuya forma bajolatina derivó en exitu, 'salida'.

## Geografía

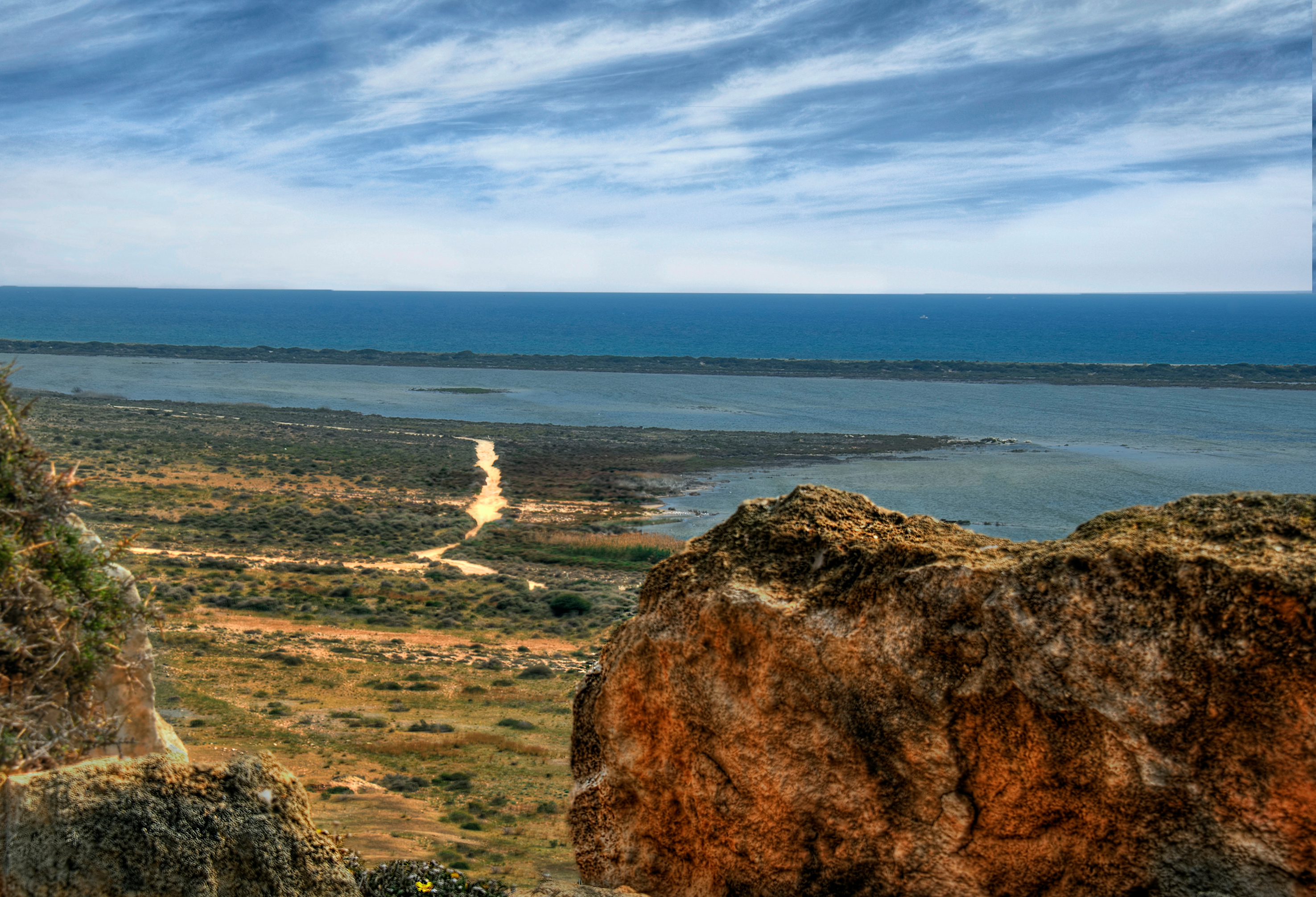
Punta Entinas Sabinar

Integrado en la comarca de Poniente Almeriense, se sitúa a 35 km de la capital provincial. El término municipal está atravesado por la autovía del Mediterráneo A-7 y la carretera N-340a entre los pK 400 y 418, así como por las carreteras autonómicas A-358, que permite la comunicación con Dalías, y la A-389, que comunica con Almerimar.
| Noroeste: Dalías           | Norte: Dalías         | Nordeste: Dalías y Vícar |
| Oeste: Balanegra           |                       | Este: La Mojonera        |
| Suroeste: Mar Mediterráneo | Sur: Mar Mediterráneo | Sureste: Roquetas de Mar |

El territorio, localizado en la comarca del Poniente Almeriense, ocupa el origen de la vertiente sur de la sierra de Gádor, la cual culmina en un terreno llano donde drenan las ramblas y barrancos procedentes de la sierra y donde se han establecido salinas y zonas de invernaderos. La altitud oscila entre los 755 m (Peñón de Bernal, al noreste), ya en la sierra de Gádor, y el nivel del mar en las numerosas playas del municipio. La localidad se alza a 85 m sobre el nivel del mar en pleno Campo de Dalías. Al sureste se encuentra el complejo dunar que compone la Reserva Natural Punta Entinas-Sabinar.

### Clima
El clima de la comarca es mediterráneo, con inviernos suaves (12 °C) y veranos calurosos (28 °C). Las precipitaciones son escasas (286 mm anuales), y se acumulan en otoño, invierno y primavera, siendo los meses más húmedos diciembre y enero.

### Playas
Destacan las siguientes playas de oeste a esteː Balerma, de los Baños, San Miguel, Poniente de Almerimar, Levante de Almerimar, los Percheles, Punta Entinas-Sabinar y Cerrillos.

### Riesgos naturales
El municipio de El Ejido cuenta con un PTEL que cumple con la Ley 5/2010 sobre autonomía local.

## Historia

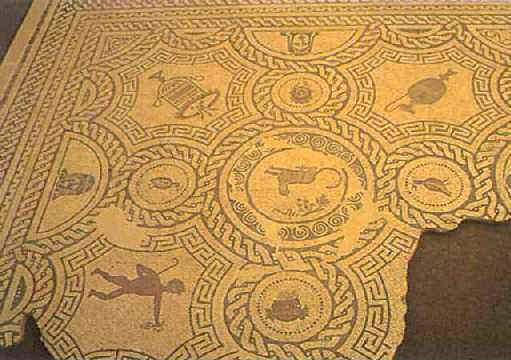
Mosaico de Ciavieja

Los hallazgos más antiguos se han localizado en el yacimiento de Ciavieja y datan de la Edad del Cobre. Se han localizado evidencias de poblamiento desde la Edad de Bronce a la Hispania romana, época de la que data la civitas stipendiaria de Murgi.
Durante la Edad Media pertenecía a la Taha de Dalías. La tierra llana era un lugar de pastoreo para el ganado ovino y caprino trashumante de las Alpujarras almerienses. De los siglos XIII y XIV datan los aljibes, abrevaderos y las acequias desde el arroyo de Celín, en muchas ocasiones aprovechando infraestructuras anteriores. Tras la Guerra de Granada únicamente los rebaños de la jurisdicción de la ciudad de Granada estaban autorizados a pastar en el Campo de Dalías.
En el siglo XVI tras la expulsión de los moriscos las Alpujarras son un área de repoblación especial y se encuentran bajo un control férreo. La amenaza de los piratas turcos y berberiscos, la despoblación y la escasa dotación de la que disponían la torre de Balerma y el castillo de Roquetas así como el desarme de la población hace que esta zona no llegue a repoblarse satisfactoriamente.

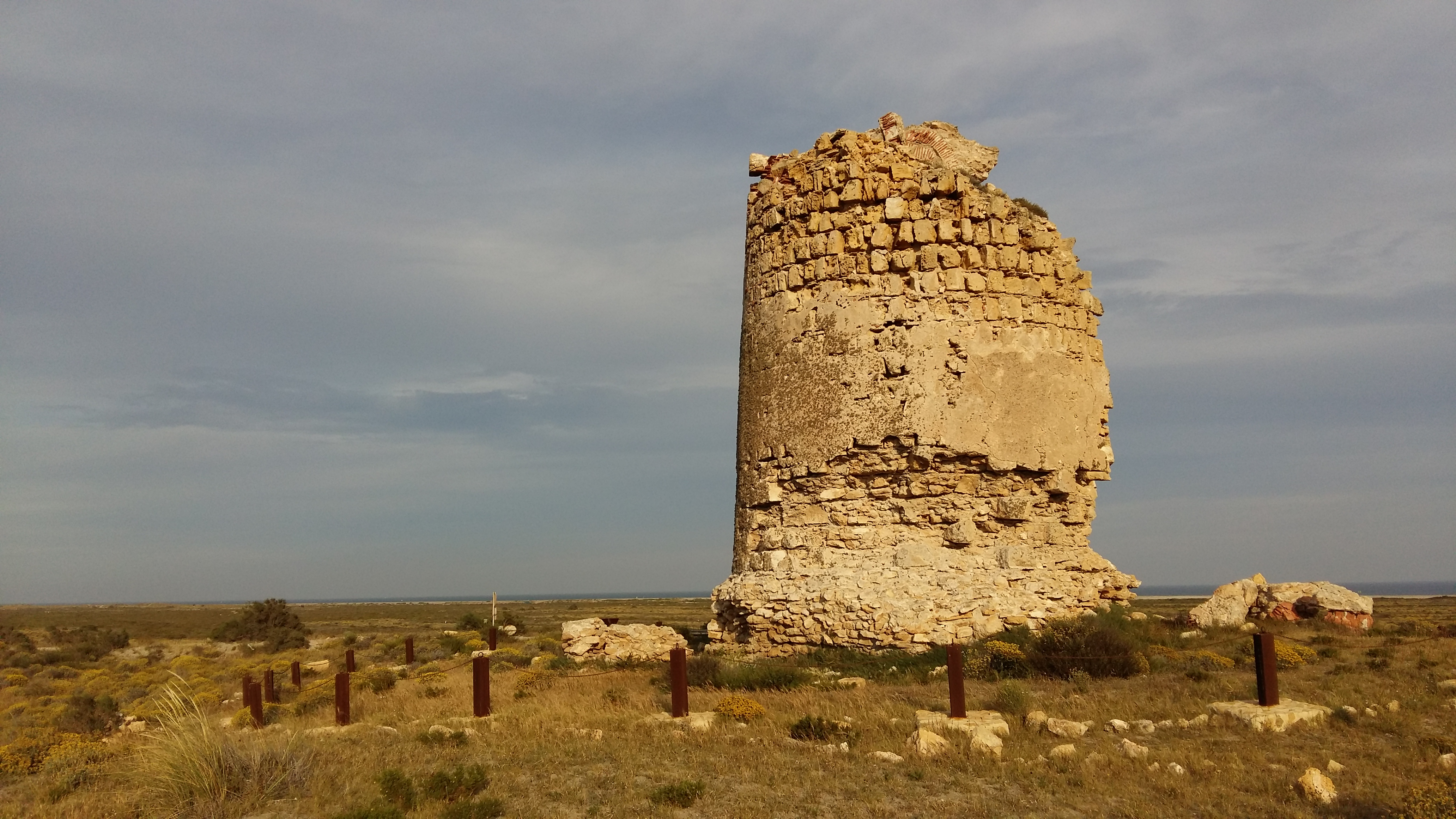
Torre los Cerrillos del en Punta Entinas Sabinar

A mediados del siglo XVIII Dalías era un lugar de realengo y este núcleo sí concentraba población por tratarse de un centro burocrático agrícola y ganadero. Sin embargo, el actual El Ejido en el Campo de Dalías estaba conformado principalmente por la población actual y cortijos dedicados a la agricultura de subsistencia y al pastoreo.

### Edad Contemporánea
En 1953 el Instituto Nacional de Colonización aprueba el Plan General de Colonización del Campo de Dalías y desarrolla San Agustín y Las Norias de Daza, a donde los colonos llegan en 1956. Como consecuencia, a mediados del siglo XX El Ejido contaba con algo más de 3000 habitantes.

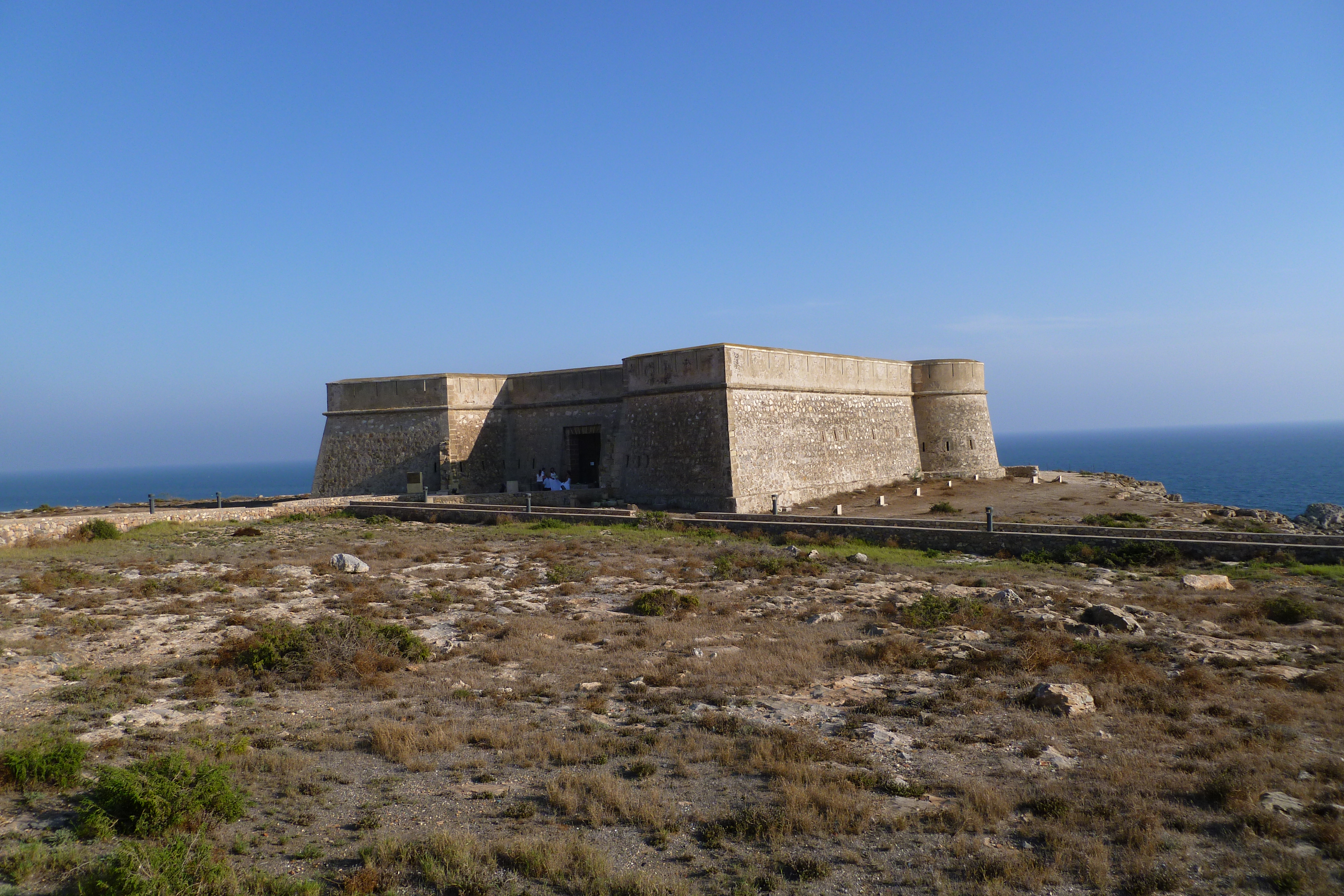
Castillo de Guardas Viejas

Se llevan a cabo exitosos ensayos para obtener mejoras en la productividad agraria mediante la combinación del enarenado para cultivo bajo invernadero. A partir de 1961 se implantan de forma general los enarenados bajo invernadero e innovaciones como el sistema de riego por goteo, inventado en Israel. El Ejido se convierte en el mayor exponente de la agricultura intensiva de la provincia de Almería y el sector primario se convierte en generador de prosperidad y empleo. Era la época del milagro económico español (1959-1973).
En 1981 se traslada la capitalidad del municipio de Dalías a El Ejido. En 1982 las poblaciones de Dalías y Celín se segregan para constituirse en municipio independiente (Real Decreto 2251/1982 de 30 de junio).
Actualmente la zona de invernaderos de El Ejido y el resto del Poniente Almeriense se conoce como La Huerta de Europa y El Mar de Plástico. Esta última denominación se debe a que la NASA observó que la gran extensión de invernaderos es la primera estructura creada por el ser humano perfectamente visible desde el espacio, antes incluso que las pirámides de Egipto.
En febrero de 2000 los asesinatos de dos agricultores y una joven en poco más de una semana a manos de inmigrantes provocó una protesta mayoritaria en toda la comarca del Poniente Almeriense, aunque los medios de comunicación centraron su mirada en El Ejido (fueron conocidos como los Sucesos de El Ejido). Efectivamente se levantaron barricadas desde Adra hasta Roquetas de Mar, y hubo protestas en todas las localidades del Poniente, sin distinción del color político del gobierno municipal. Hubo heridos y destrozos materiales en las infraviviendas y establecimientos de los inmigrantes.
En octubre de 2009 fue encarcelado el alcalde Juan Antonio Enciso Ruiz del Partido de Almería junto a veinte miembros acusados de cargos como malversación de fondos públicos, falsificación de documentos y cohecho, en la denominada Operación Poniente. En verano de 2010, quedó en libertad tras depositar una fianza de 300 000 euros.

## Demografía
El Ejido cuenta con una población de 90 135 habitantes (INE 2024).
| Gráfica de evolución demográfica de El Ejido entre 1991 y 2021 |
| |
| Población de derecho según los censos de población del INE Población de hecho según los censos de población del INEEntre el censo de 1991 y el anterior, aparece este municipio porque se segrega del municipio Dalías |

| Nacionalidad | Hombres | Mujeres | Total  | %      | Proporción |
| ------------ | ------- | ------- | ------ | ------ | ---------- |
| Española     | 29 649  | 29 965  | 59 614 | 68.1 % |            |
| Extranjera   | 15 803  | 12 083  | 27 886 | 31.8 % |            |

| País                 | Hombres | Mujeres | Total  | %      | Proporción |
| -------------------- | ------- | ------- | ------ | ------ | ---------- |
| Marruecos            | 10 410  | 7610    | 18 020 | 64.6 % |            |
| Rumania              | 1609    | 1695    | 3304   | 11.8 % |            |
| Senegal              | 769     | 68      | 837    | 3.0 %  |            |
| Bulgaria             | 381     | 376     | 757    | 2.7 %  |            |
| Rusia                | 103     | 629     | 732    | 2.6 %  |            |
| Colombia             | 155     | 239     | 394    | 1.4 %  |            |
| Reino Unido          | 136     | 143     | 279    | 1.0 %  |            |
| Argentina            | 103     | 130     | 233    | 0.8 %  |            |
| Ecuador              | 120     | 97      | 217    | 0.7 %  |            |
| Italia               | 89      | 79      | 168    | 0.6 %  |            |
| Alemania             | 79      | 49      | 128    | 0.4 %  |            |
| China                | 65      | 55      | 120    | 0.4 %  |            |
| Ucrania              | 41      | 67      | 108    | 0.3 %  |            |
| Francia              | 50      | 41      | 91     | 0.3 %  |            |
| Argelia              | 55      | 25      | 80     | 0.2 %  |            |
| Venezuela            | 17      | 51      | 68     | 0.2 %  |            |
| Polonia              | 15      | 44      | 59     | 0.2 %  |            |
| Portugal             | 34      | 18      | 52     | 0.1 %  |            |
| Pakistán             | 36      | 14      | 50     | 0.1 %  |            |
| Perú                 | 15      | 33      | 48     | 0.1 %  |            |
| Brasil               | 13      | 27      | 40     | 0.1 %  |            |
| Cuba                 | 16      | 24      | 40     | 0.1 %  |            |
| Bolivia              | 16      | 16      | 32     | 0.1 %  |            |
| República Dominicana | 8       | 15      | 23     | 0.08 % |            |
| Paraguay             | 7       | 10      | 17     | 0.06 % |            |
| Nigeria              | 6       | 8       | 14     | 0.05 % |            |
| Chile                | 3       | 6       | 9      | 0.03 % |            |
| Uruguay              | 1       | 2       | 3      | 0.01 % |            |

A partir de la segunda mitad del siglo XX atrajo a la población de las Alpujarras. Posteriormente y gracias a su desarrollo económico ha recibido a trabajadores del resto de Andalucía y España. Además, a lo largo de los años ha recibido a un importante número de trabajadores extranjeros, siendo las principales nacionalidades la marroquí, rumana, ecuatoriana, argentina o rusa.

### Transporte y comunicaciones

#### Carreteras
De este a oeste la atraviesa la autovía del Mediterráneo (A-7) que lleva a Almería y a Málaga por Adra y Motril. De norte a sur la recorre la A-358 en dirección a La Alpujarra por Dalías y Berja. Cuenta además con diversas carreteras comarcales para comunicar el entramado rural de los invernaderos y las poblaciones adyacentes. Además tiene dos carreteras de circunvalación: Ronda Oeste y Vial Sur.

#### Puertos
Cuenta con el puerto deportivo de Almerimar. Los puertos comerciales más cercanos son Almería y Adra.

#### Ciudad del Transporte
Centro Integral de Mercancías (CIM): junto a la autovía A7 y que cuenta con 450 plazas para vehículos de gran tonelaje, con más de 40 naves industriales y 70 oficinas.

#### Autobuses
La estación de autobuses de El Ejido data del año 2000. Dispone numerosas líneas de autobuses para llegar a las localidades limítrofes, la Alpujarra y la Universidad de Almería. Además hay conexión con otras localidades de la provincia, de Andalucía, Madrid, Barcelona, la Comunidad Valenciana y la Región de Murcia. Asimismo tiene conexión con Bucarest. Además, cuenta con siete líneas de autobús urbano.
El municipio dispone de un servicio de autobuses urbanos gestionada por «Sitúame El Ejido». Las líneas regulares serían las siguientes:
| Línea      | Trayecto                                                                   | Total buses en días laborables | Total buses en sábados | Total buses en domingos y festivos |
| ---------- | -------------------------------------------------------------------------- | ------------------------------ | ---------------------- | ---------------------------------- |
| Línea 11   | Ejido Sur-Ejido Norte-Santo Domingo-Almerimar-Ejido Beach                  | 10                             | Sin servicio           | Sin servicio                       |
| Línea 21   | Ejido Sur-Ejido Norte-Santo Domingo-Ejido Beach-Almerimar                  | 10                             | 5                      | 5                                  |
| Línea 31   | La Costa-Boulevard-Santo Domingo-Santa María del Águila-La Redonda         | 10                             | 5                      | 5                                  |
| Línea 41.1 | Estación Autobuses-Las Norias-Hospital del Poniente-Santo Domingo-Estación | 5                              | 2                      | 2                                  |

#### Taxis
Agrupados en la asociación Taxi Poniente para dar servicio a las localidades del Poniente Almeriense.

## Economía
El Ejido es uno de los quince municipios de España con menor renta anual por habitante, según el informe de Indicadores Urbanos del Instituto Nacional de Estadística.

### Sector primario

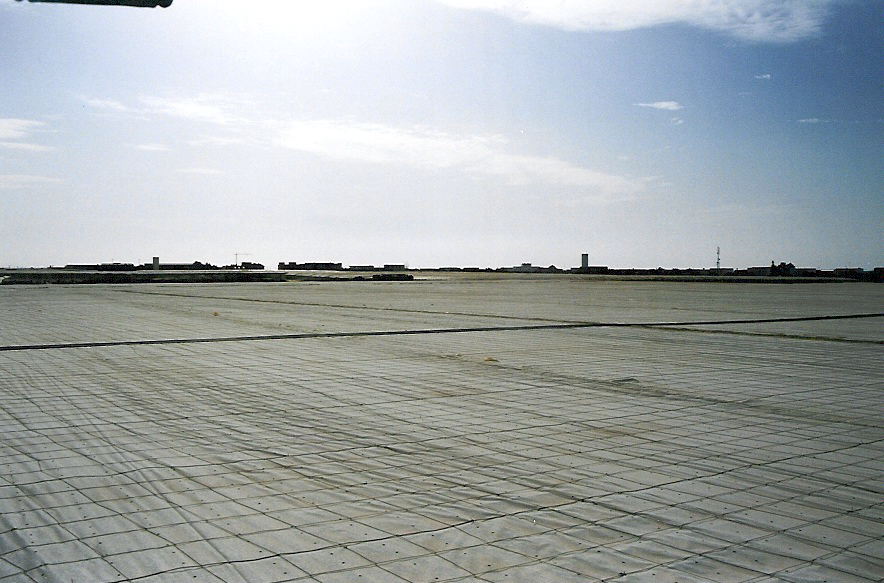
Invernaderos El Ejido

La economía ejidense se basa en la agricultura intensiva (invernaderos), en torno a la que se ha generado una rica industria auxiliar de comercialización de los productos hortícolas a nivel nacional e internacional. Así, la producción de tomates, pimientos, calabacines y judías es el motor de la economía de este municipio, cuyo éxito reside en un control a distintos niveles: creación de semillas y patrones de estándares de consumo, control de crecimiento y especialización de la producción para responder a la demanda de los distintos mercados, y la generación de una red de comercialización a nivel internacional para asegurar la colocación de la producción. Recientemente se ha producido una transformación generalizada de las técnicas de control de plagas de los cultivos hortícolas, de manera que en la mayoría de los invernaderos las plagas se combaten mediante lucha biológica, en lugar de lucha química.

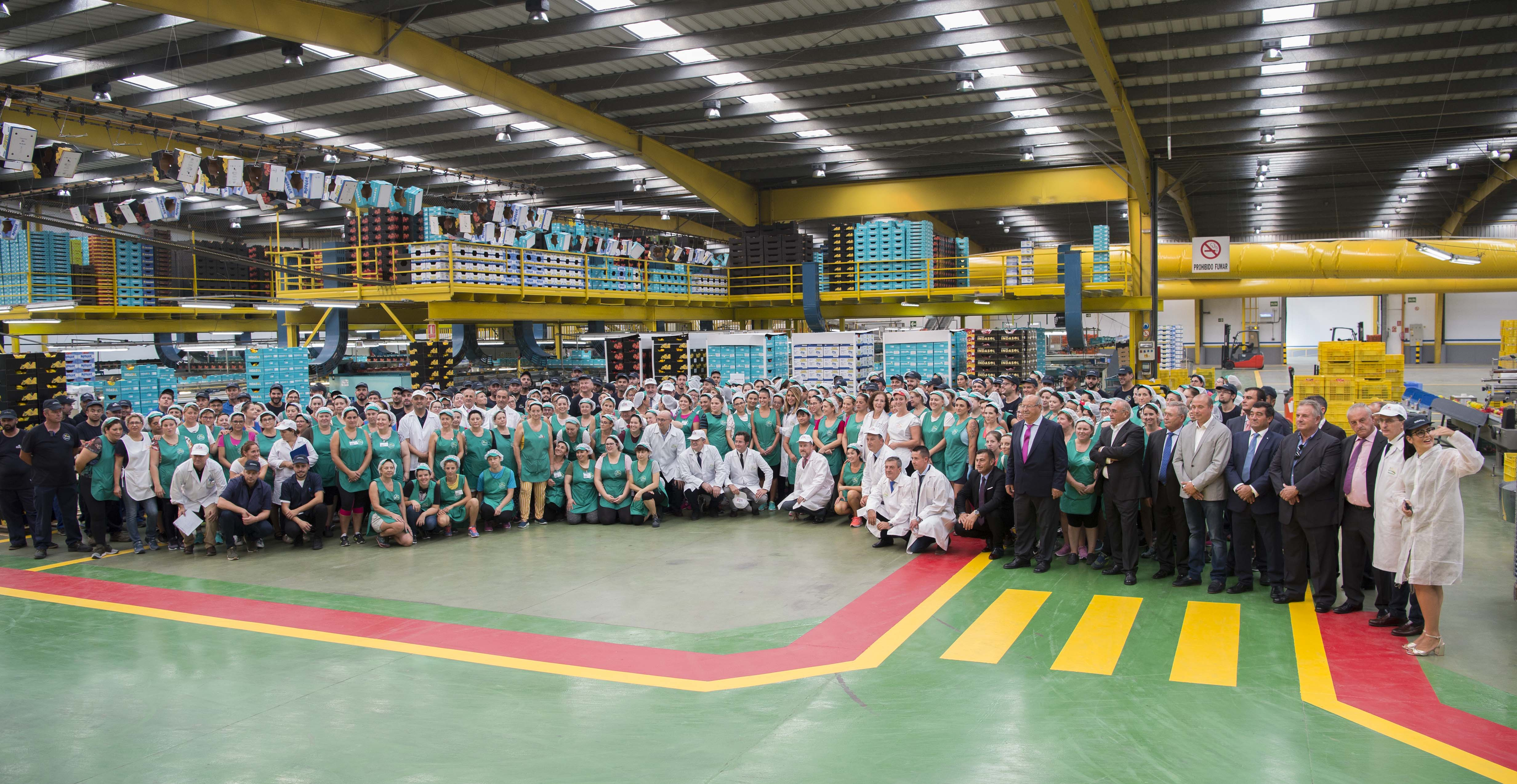
Instalaciones de la comercializadora Indasol S.A.T., perteneciente al sector de la agricultura intensiva de la provincia de Almería

Algunas de las cuestiones surgidas en los últimos años en el municipio son la sobreexplotación de algunos de los yacimientos acuíferos o la crisis creciente del modelo de comercialización y producción ante la competencia de países no europeos con costes de producción más reducidos. En 2015 entró en funcionamiento la Desaladora del Campo de Dalías. Desde 2017 el Ayuntamiento está llevando a cabo el Plan de Mejora de los Caminos Rurales y la Ordenanza de Invernaderos y su Entorno. El objetivo es fomentar un entorno más sostenible con la instalación de setos para fomentar el control biológico en el exterior de los invernaderos, el aprovechamiento de pluviales.

### Turismo
Destaca el turismo en la franja costera del municipio, en las poblaciones de Balerma y Almerimar, con puerto deportivo y el campo de golf Almerimar.

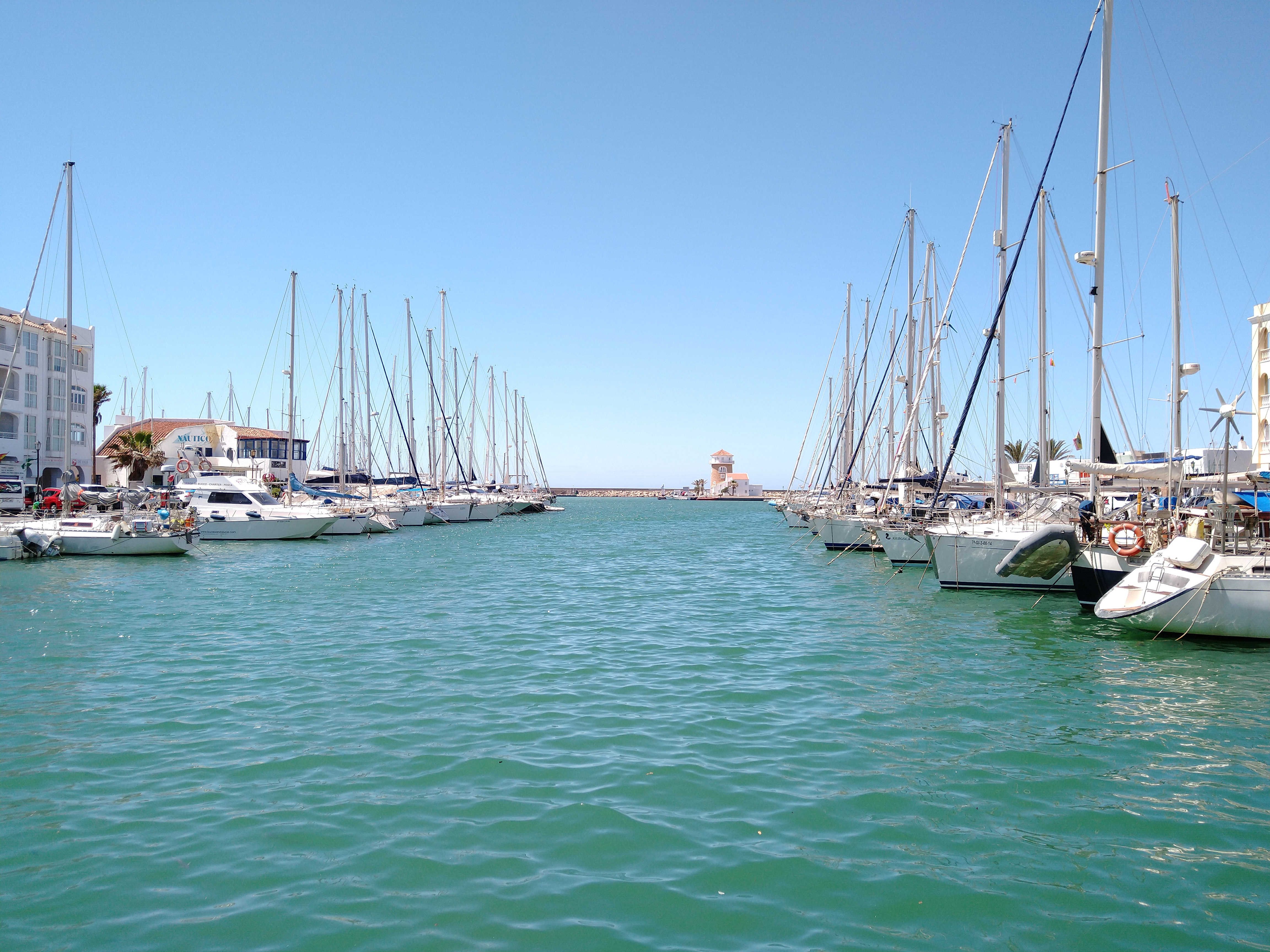
Puerto deportivo de Almerimar

### Comercio
Actualmente cuenta con el único establecimiento del Corte Inglés de toda la provincia de Almería con nueve plantas, inaugurado el 28 de mayo de 2010, con una inversión de cerca de 100 millones de euros y la creación de 723 empleos. También cuenta con otra zona comercial, el parque comercial Copo; cuatro centros Mercadona, dos en núcleo de El Ejido, uno en Almerimar y otro en Santa María del Águila; así como varios hipermecados de otras cadenas como DIA, Lidl, Aldi y Consum. Además, son muchas más las franquicias nacionales e internacionales que se han establecido en El Ejido, incluyendo concesionarios de automóviles de lujo.

### Evolución de la deuda viva municipal
El concepto de deuda viva contempla sólo las deudas con cajas y bancos relativas a créditos financieros, valores de renta fija y préstamos o créditos transferidos a terceros, excluyéndose, por tanto, la deuda comercial.
| Gráfica de evolución de la deuda viva del Ayuntamiento entre 2008 y 2024                           |
| |
| Deuda viva del Ayuntamiento de El Ejido, en miles de euros, según datos del Ministerio de Hacienda |

## Símbolos

### Bandera
La bandera del municipio de El Ejido tiene la siguiente descripción:

Bandera de forma rectangular, vez y media más larga que ancha (del asta al batiente), quedando dividida en onda perpendicularmente al asta en dos franjas iguales; la superior de color verde bandera, la inferior de color blanco cargada con cuatro fajas ondeadas de color azul marino, todas proporcionadas en anchura y longitud
Boletín número 72 de 24/06/1997

### Escudo
El escudo de armas del municipio de El Ejido tiene el siguiente blasón:

Escudo de un solo cuartel: de sinople; un templo tetrástilo romano, de oro; en punta ondas de plata y azur, y en jefe la leyenda MURGI, en letras de plata. Está timbrado con la Corona Real de España, que es un círculo engastado de piedras preciosas, el cual se compone de ocho florones -cinco vistos y tres ocultos- de hojas de acanto, interpoladas de perlas, y de dichas hojas parten otras tantas diademas con perlas a converger en un mundo de azur con su ecuador y semimeridiano de oro, y sumado de una cruz del mismo metal; la corona es forrada de gules.
 

El escudo de El Ejido fue encargado en 7 de enero de 1983 por su Ayuntamiento pleno al heraldista e historiador José Luis Ruz Márquez quien propuso el escudo descrito fundamentándolo en circunstancias dignas de ser perpetuadas en el blasón. El monumento funerario de Daimún, en recuerdo a su lejano origen, las ondas, en alusión al mar Mediterráneo, camino de civilizaciones y con el que comparte larga frontera, y la inscripción MURGI, nombre de la ciudad romana que en El Ejido existió. Todo sobre campo de sinople, verde, homenaje al espléndido presente agrícola que ha permitido el renacimiento de la ciudad. Circunstancias que el autor se encargó de fundamentar en una extensa memoria histórica. Informado por la Real Academia de la Historia, fue aprobado, en los términos propuestos, por Real Decreto 2477 de 13 de julio de 1983.

## Administración y política

### Administraciones públicas
- Sede Judicial de El Ejido[31]
- Agencia Estatal de la Administración Tributaria[32]
- Administración y Unidad de Recaudación Provincial de El Ejido de la Seguridad Social, CAISS (Centro de Información de la Seguridad Social) y Oficina de Empleo de la SS.
- Comisaría de Policía Nacional y Puesto de la Guardia Civil[33]

### Gobierno municipal
Según lo dispuesto en la Ley del Régimen Electoral General, que establece el número de concejales elegibles en función de la población del municipio, la Corporación Municipal de El Ejido está formada por 25 concejales.
| Periodo   | Nombre                                                                  | Partido  |
| --------- | ----------------------------------------------------------------------- | -------- |
| 1979-1983 | Luis Martín Maldonado (1979-1980) José Antonio García Acien (1980-1983) | PSOE UCD |
| 1983-1987 | Juan Callejón Baena                                                     | PSOE     |
| 1987-1991 | Juan Callejón Baena                                                     | PSOE     |
| 1991-1995 | Juan Antonio Enciso Ruiz                                                | PP       |
| 1995-1999 | Juan Antonio Enciso Ruiz                                                | PP       |
| 1999-2003 | Juan Antonio Enciso Ruiz                                                | PP       |
| 2003-2007 | Juan Antonio Enciso Ruiz                                                | PP       |
| 2007-2011 | Juan Antonio Enciso Ruiz                                                | PAL      |
| 2011-2015 | Francisco Góngora Cara                                                  | PP       |
| 2015-2019 | Francisco Góngora Cara                                                  | PP       |
| 2019-2023 | Francisco Góngora Cara                                                  | PP       |
| 2023-act. | Francisco Góngora Cara                                                  | PP       |

| Partido político                         | 2023   | 2023  | 2023       | 2019  | 2019  | 2019       | 2015   | 2015  | 2015       | 2011   | 2011  | 2011       | 2007   | 2007  | 2007       |
| Partido político                         | Votos  | %     | Concejales | Votos | %     | Concejales | Votos  | %     | Concejales | Votos  | %     | Concejales | Votos  | %     | Concejales |
| Partido Popular (PP)                     | 11 678 | 47,21 | 14         | 8422  | 32,55 | 9          | 10 063 | 47,96 | 14         | 13 100 | 49,06 | 13         | 3859   | 15,91 | 4          |
| Vox                                      | 5496   | 22,22 | 6          | 6406  | 24,76 | 7          | 88     | 0,42  | 0          | —      | —     | —          | —      | —     | —          |
| Partido Socialista Obrero Español (PSOE) | 4033   | 16,30 | 5          | 4882  | 18,87 | 5          | 5220   | 24,88 | 7          | 4292   | 16,07 | 4          | 5191   | 21,40 | 6          |
| Con Andalucía-Izquierda Unida (IU)       | 744    | 3,00  | 0          | 1179  | 4,55  | 0          | 1376   | 6,56  | 2          | 2162   | 8,10  | 2          | 788    | 3,25  | 0          |
| Ciudadanos (CS)                          | 563    | 2,27  | 0          | 3594  | 13,89 | 4          | 1131   | 5,39  | 1          | —      | —     | —          | —      | —     | —          |
| Unión Progreso y Democracia (UPyD)       | —      | —     | —          | —     | —     | —          | 1311   | 6,25  | 1          | 2453   | 9,19  | 2          | —      | —     | —          |
| Partido de Almería (PAL)                 | —      | —     | —          | —     | —     | —          | —      | —     | —          | 4074   | 15,26 | 4          | 12 587 | 51,89 | 15         |

### Organización territorial
Además de la cabecera municipal, El Ejido cuenta también con varias entidades de población según el nomenclátor publicado por el Instituto Nacional de Estadística: Ensenada San Miguel, Almerimar, Balerma, Guardias Viejas, Paraíso al Mar, Matagorda, Las Norias, San Silvestre, Pampanico, San Agustín, Santa María del Águila, La Redonda, Tarambana y El Canalillo. Según el nomenclátor de población publicado por el INE (Instituto Nacional de Estadística). Los datos de población se refieren a 2016:

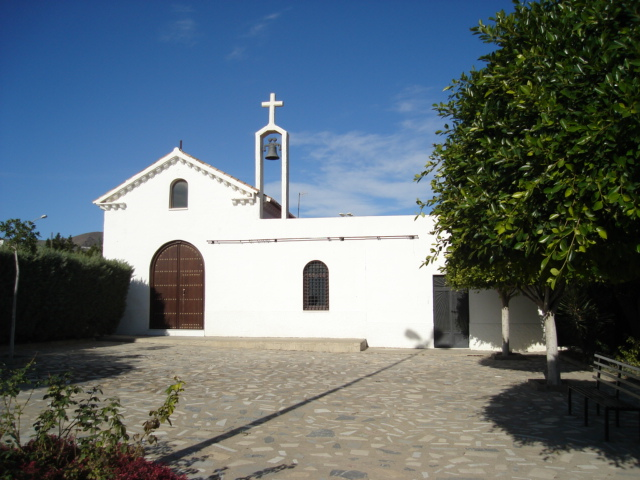
Ermita de Pampanico

| Núcleo                           | Hab. (2016) | Distancia |
| -------------------------------- | ----------- | --------- |
| Ensenada San Miguel-Almerimar    | 7882        | 9         |
| Balerma                          | 4933        | 9,8       |
| El Ejido (capital del municipio) | 46 542      | -         |
| Guardias Viejas                  | 539         | 11,2      |
| Matagorda                        | 2347        | 9,1       |
| Las Norias de Daza               | 9449        | 8         |
| Pampanico                        | 1263        | 2,31      |
| San Agustín                      | 3409        | 16,2      |
| Santa María del Águila           | 11 137      | 4,5       |
| Tarambana                        | 1251        | 7,9       |

## Servicios

### Sanidad
Se encuentra dentro del área sanitaria del Poniente Almeriense. Cuenta con el Hospital de Poniente-El Ejido con servicio a toda la comarca del Poniente de Almería. Además, para atención a los núcleos de población cuenta con diversos Centros de Salud, Consultorios y Unidades de Salud Mental en El Ejido, Las Norias de Daza, Santa María del Águila, Almerimar, Balerma, Baños de Guardias Viejas, Pampanico, y San Agustín.

### Educación
El Ejido cuenta con diferentes escuelas infantiles, colegios de educación primaria y educación especial e Institutos, algunos de ellos bilingües. El instituto Fuente Nueva de El Ejido es además trilingüe. Tiene además los colegios privados Colegio Internacional SEK-Alborán, MEDAC El Ejido, Educación Especial Asprodesa, Liceo Mediterráneo y Divina Infantita, que data de 1926.
Existe también el Centro de Enseñanza para Adultos Pablo Freire; la Escuela Oficial de Idiomas de El Ejido, donde puede estudiarse inglés, francés, árabe, alemán y español como lengua extranjera; y el Conservatorio Profesional de Música de El Ejido; así como un centro asociado de la UNED.

## Cultura
Son bienes de interés cultural (BIC) los siguientes:

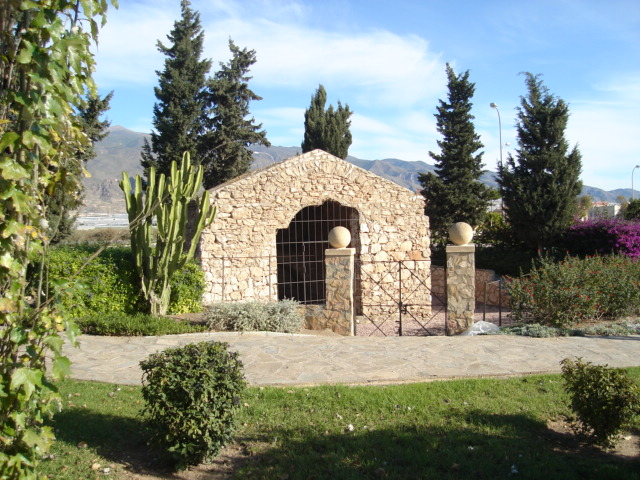
Mausoleo romano de Daymún, parte de la necrópolis de Murgi

- El monumento funenario romano de Daymun, símbolo de El Ejido; BIC n.º RI-51-0000378, desde 2008.[40][41]
- La torre de Balerma, del siglo XVIII, para proteger de la marina inglesa y holandesa. Parte del sistema defensivo que completaban la Torre de Punta Entinas Sabinar y la Torre de Cerrillos,[42] BIC n.º RI-51-0007479, desde 1993
- El castillo de Guardias Viejas, construido a mediados del siglo XVIII; BIC n.º RI-51-0007475, desde 1993.
- Torre Cuadrada, situada junto al castillo de Guardias Viejas; BIC n.º RI-51-0007477, de 1993

Además destacan:

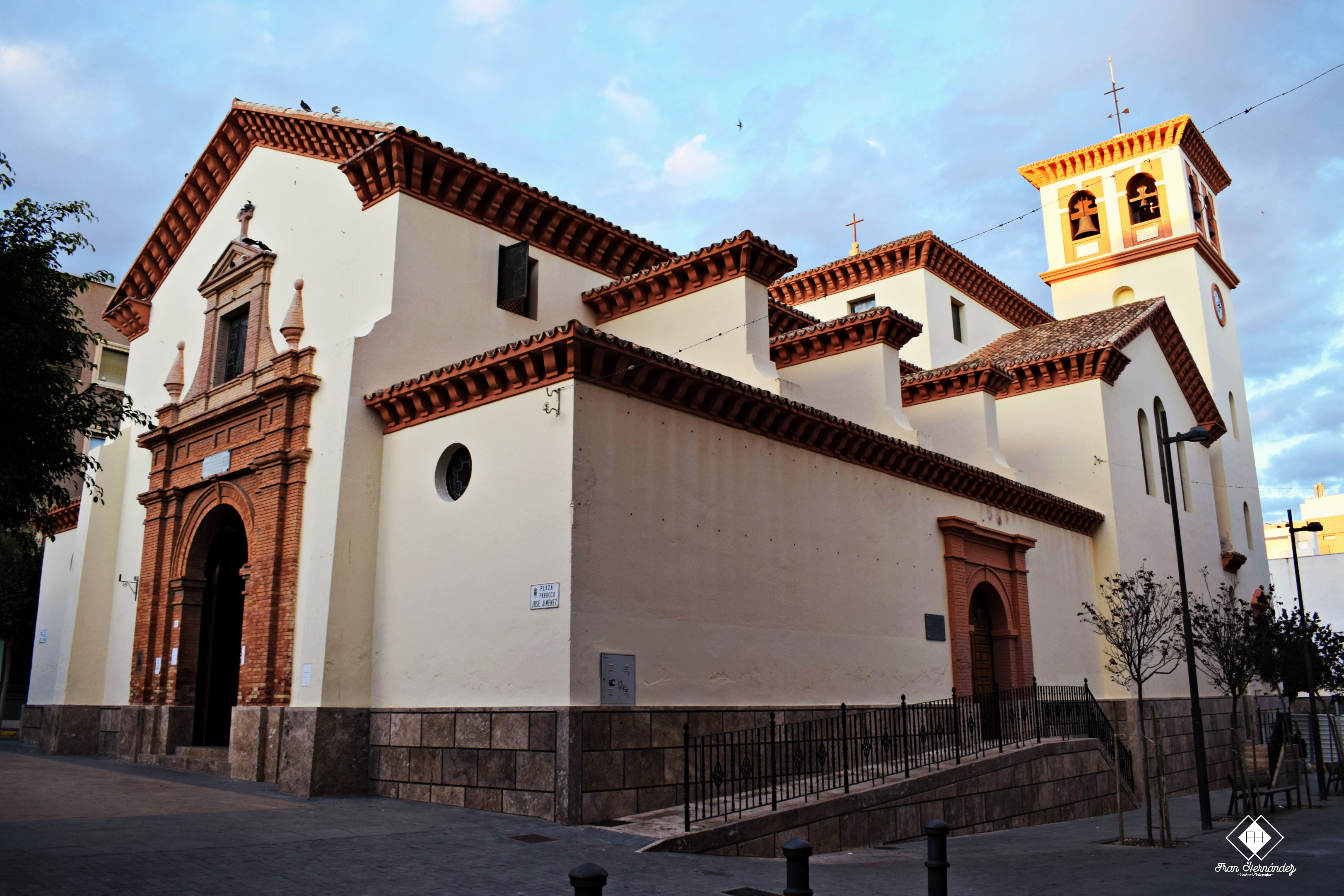
Iglesia de San Isidro Labrador

- Yacimiento romano de Ciavieja. El mosaico romano de Ciavieja se encuentra en la sala didáctica del auditorio de El Ejido.[41][43]
- Los baños de Guardias Viejas, sobre termas romanas del siglo I d. C.[44]
- Aljibes medievales y posteriores. Destacan los aljibes de Daimuz, Ugíjar o La Raja, El Toril, El Boque, La Gallianilla y los hallasgos de la Acequia del Campo de la época de la Hispania Romana.[45]
- Faro del Sabinal en Punta Entinas Sabinar
- La iglesia de la Concepción de finales del siglo XIX en Balerma
- La Fabriquilla, restos de una antigua fundición de mineral del siglo XIX en la playa de Balerma.
- El Cauce de San Fernando, es un canal construido en el primer tercio del siglo XX, para abastecer de agua procedente del río Adra, a la población del Campo de Dalías ubicada en la zona de El Ejido.[46]
- Búnkeres de la Guerra Civil (1936-1939), ubicados en la costa. Uno se halla entre las playas de Balerma y Balanegra y los otros dos se ubican a ambos lados del cerro donde está el castillo de Guardias Viejas.[47]
- Invernaderos del mar de plástico visitables.
- Trazados originales de los poblados de colonización de San Agustín (1968) y Las Norias de Daza (1958)
- Rascacielos Torre Laguna y bulevar de El Ejido.

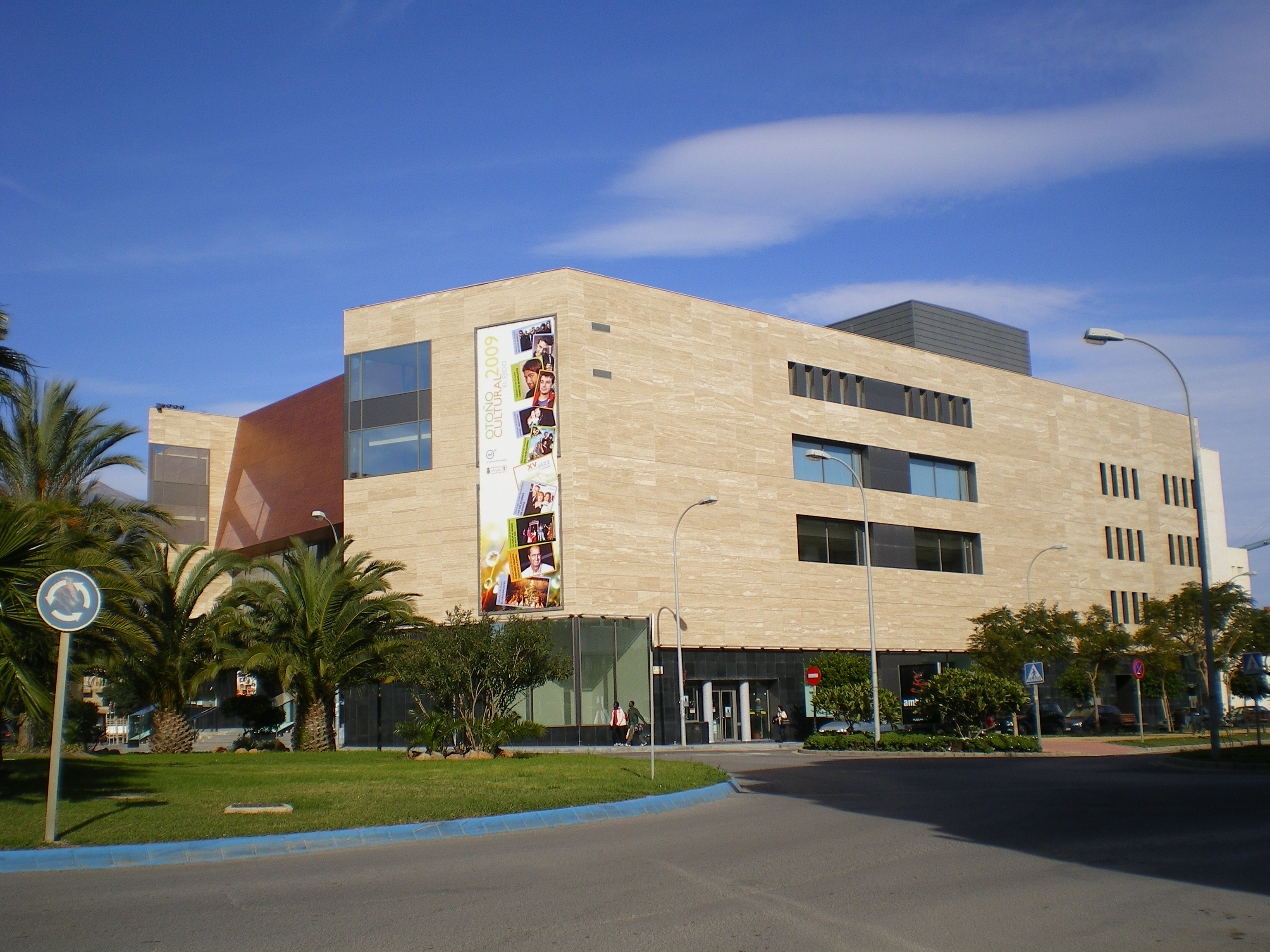
Teatro Auditorio Ciudad de El Ejido

### Festival de Teatro de El Ejido
Se celebra entre mayo y junio desde 1973. Está catalogado como Fiesta de Interés Turístico por la Junta de Andalucía. Destaca por su calidad y variedad, dirigido a un público heterogéneo.
Tiene como sede el teatro auditorio Ciudad de El Ejido y se celebran actuaciones también en otros puntos de la ciudad como el teatro municipal, la plaza Mayor, el círculo cultural y recreativo, el pabellón municipal de deportes de El Ejido, la plaza Antonio Mira Maldonado (parque Cervantes) y el parque municipal, entre otros.

### Festivales de música
Destaca el Ciclo de Conciertos del castillo de Guardias Viejas desde 1998, el Plastic Festival y diversos conciertos durante todo el año. También se celebra el Certamen de Marchas Procesionales, organizado por la Agrupación Municipal Ejidense, fundada en 1983.
Ha celebrado en anteriores ocasiones el festival Creamfields, el Ola Festival y el Natural Music Festival, en 1995 el Festival de Música Tradicional de la Alpujarra y en 2007 el Bigger Band Tour de los Rolling Stones.

### Patrimonio cultural inmaterial

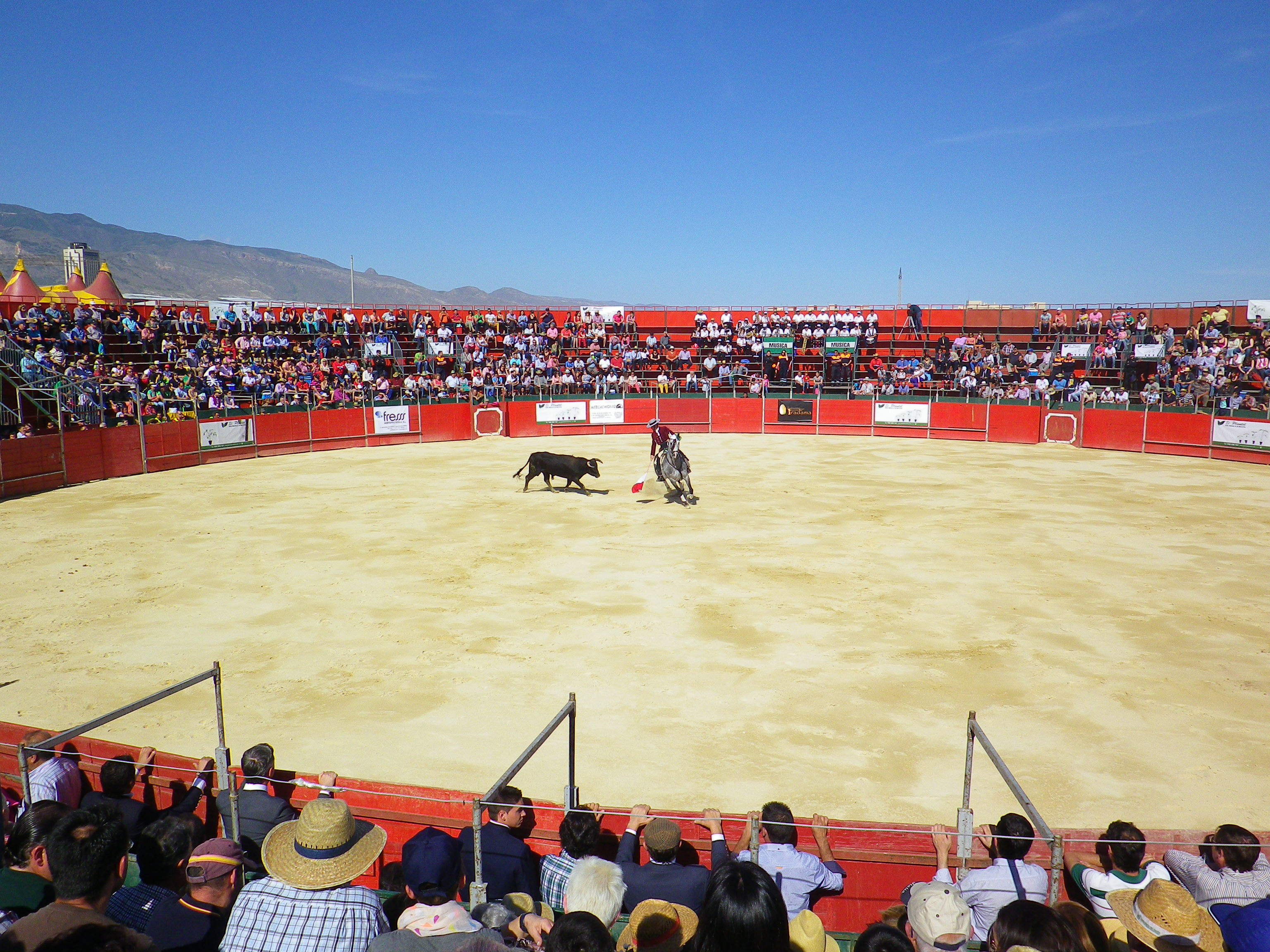
Faena de rejones durante las fiestas en honor de San Marcos en 2014

La ciudad de El Ejido cuenta con diversas fiestas de interés:
- Hogueras de San Antón: 17 de enero o fin de semana más próximo (todo el municipio, especialmente en San Agustín).[51]
- Semana Santa (procesiones por todo el municipio).
- Romería de San Marcos: 25 de abril (o fin de semana más próximo). Declaradas Fiestas de Interés Turístico por la Junta de Andalucía.[48]
- Cruces de Mayo: 1.er fin de semana de mayo.[52]
- Santa María de la Paz: 1.er fin de semana de junio (La Loma de la Mezquita).
- Santo Domingo de Guzmán: 3.er fin de semana de junio (Santo Domingo).
- Hogueras de San Juan Bautista: 23 de junio (todo el municipio, especialmente en la zona costera).
- San Isidro Labrador: Estas son las principales fiestas del municipio de El Ejido, ya que san Isidro es el patrón de la localidad almeriense. Último fin de semana de junio.
- Patrona La Virgen Niña, la Divina Infantita: 1.er domingo de octubre (Ejido Centro).
- Virgen del Pilar: 12 de octubre (Calahonda).

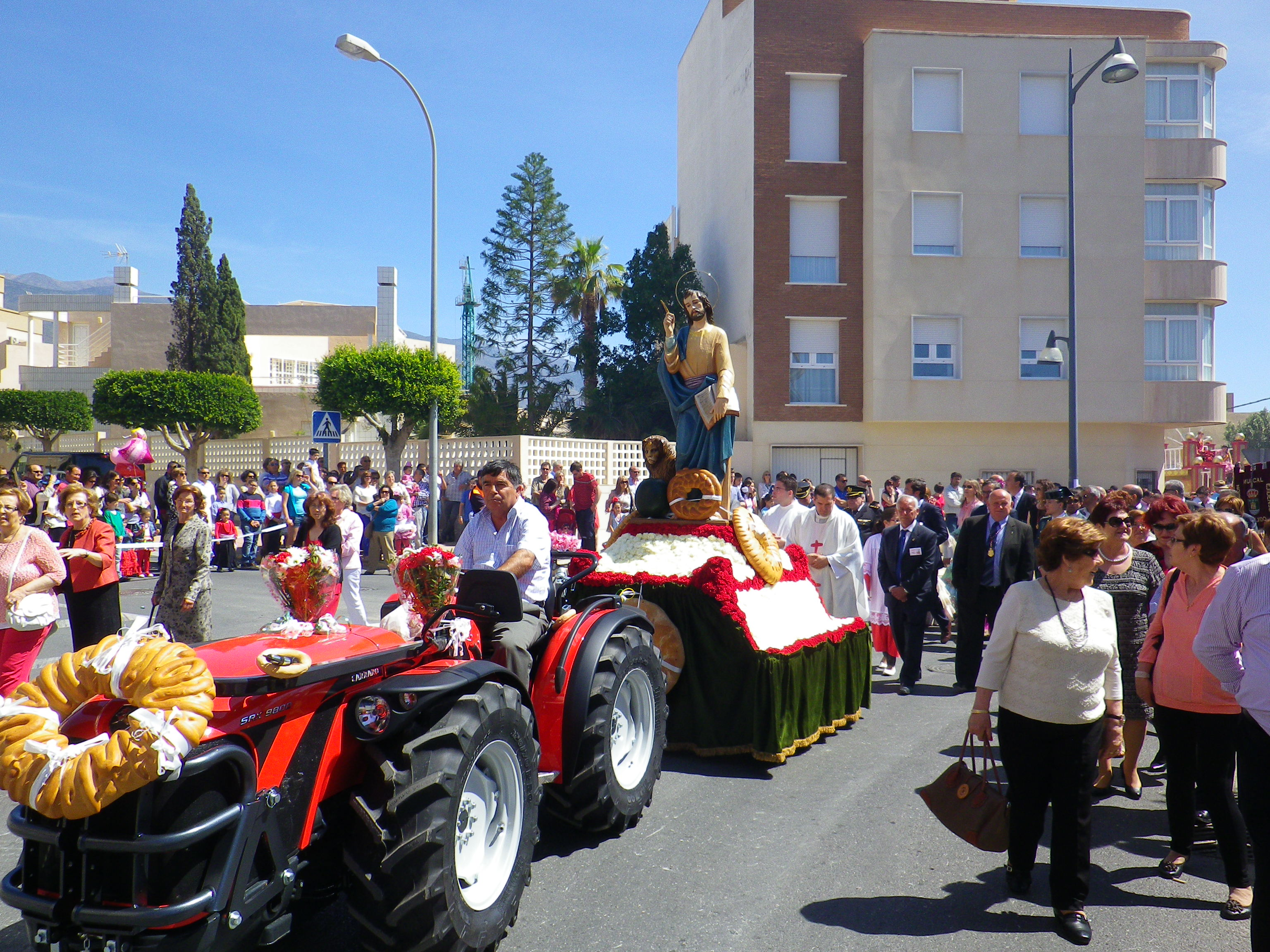
Romería de San Marcos en 2014

Además, cada pueblo del municipio celebra sus propias fiestas:
- Santa María del Águila: San Pancracio (2.º fin de semana de mayo en el barrio de Venta Carmona) y Virgen María Madre de la Iglesia (último fin de semana de mayo).
- Matagorda: Virgen de Guadalupe (3.er fin de semana de junio).
- Las Norias de Daza: San Indalecio y San Francisco: (1.er fin de semana de julio).
- Almerimar: Virgen del Carmen (16 de julio).
- Balerma: Virgen del Carmen (16 de julio) y Virgen de las Mercedes[53] (15 de agosto).
- Guardias Viejas: Santiago Apóstol (25 de julio).
- Tarambana: Santa Ana (26 de julio).
- Pampanico: San Rafael[54] (15 de agosto). (3.er fin de semana de agosto).
- San Silvestre: San Silvestre: (3.er fin de semana de agosto).
- San Agustín: San Agustín y Virgen de la Consolación (último fin de semana de agosto).

### El Ejido en el cine
En 2015, se estrena la serie de ficción Mar de plástico ambientada en el pueblo ficticio de Campoamargo y rodada en localizaciones de El Ejido y otras poblaciones del Poniente Almeriense.
En 2006, se estrenó un polémico documental franco-belga-marroquí, llamado El Ejido, la loi du profit (traducido literalmente: El Ejido: la ley del beneficio), de Rhalib Jaouad, rodado entre 2003 y 2006. En el documental, se denuncia la situación de algunos inmigrantes, afirmando que los empleadores no acceden a regularizar la situación de los trabajadores, sin papeles o contrato, para traer a sus familias, y viven en asentamientos de chabolas, con un salario de entre 2 y 2,5 euros por hora, inferior al salario mínimo legal. Varias organizaciones agrarias protestaron por la cinta: la Coordinadora de Agricultores y Ganaderos (COAG) de Almería respondió afirmando que el documental ofrece «una visión plana y sesgada de la realidad, relacionando burdamente el nivel de prosperidad económica alcanzado por la sociedad ejidense con la explotación de los trabajadores inmigrantes», que formaría parte de «una campaña orquestada desde Centroeuropa para desprestigiar la producción de frutas y hortalizas de Almería». Respecto a la oposición de los empleadores a regularizar la situación de los trabajadores, respondieron que «el último proceso de normalización arrojó un balance de 20 000 extranjeros regularizados sólo en el sector agrícola, la mayoría de los cuales abandonó a sus contratadores pocos meses después de regularizar su situación». La organización agraria solicitó, en julio de 2007, una reunión con la Subdelegación del Gobierno en torno a posibles medidas a adoptar respecto a la obra.
De 2002 data la película de ficción Poniente, que aunque fue rodada con localizaciones en Motril, refleja la coyuntura económica y social de finales del siglo XX en El Ejido. En 1982 se rodaron escenas de la película Conan el Bárbaro en el peñón de Bernal.

## Deporte

### Infraestructuras

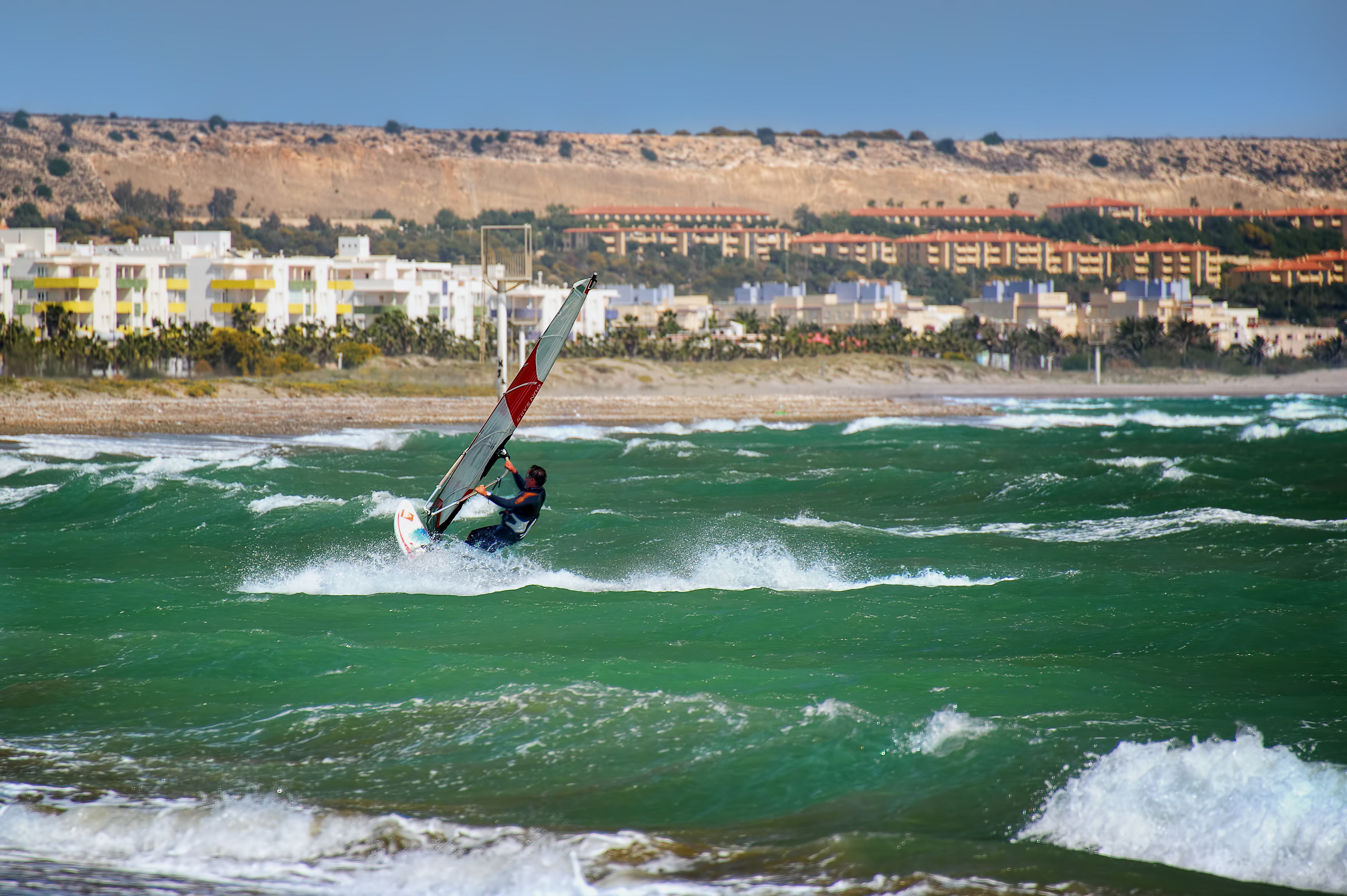
Windsurfing en Almerimar

Cuenta con cinco pabellones de deportes cubiertos, piscina cubierta, numerosas pistas de pádel y tenis, estadio municipal con tres campos de fútbol y pista de atletismo, foso de tiro olímpico y salas de esgrima, así como numerosos campos de fútbol repartidos por las distintas pedanías incluyendo un complejo polideportivo, además de un circuito de karts (junto al Centro Comercial Copo) y otro de motocross y quads (Tarambana), más un campo de golf y otro de minigolf y campo de rugby en Almerimar, e incluso un centro de hípica (Punta Entinas-Sabinar).

### Fútbol
El Polideportivo El Ejido cuenta con equipo en Segunda División B (2020-2021) Tiene equipo en las categorías de cantera. El Las Norias Club de Fútbol de Las Norias de Daza juega en Primera Andaluza (2019-2020). Otros clubes de fútbol del municipio son FC El Ejido, AV La Mezquita, AV Movialcal, AV Santa María del Águila, AV Polideportivo Ejido y AV El Ejido FS (todos ellos a nivel de Veteranos).
El Club Polideportivo Ejido o Poli Ejido desapareció en la temporada 2011-2012. Llegó a jugar en Segunda y en la Copa del Rey (2008-2009) llegó a octavos de final. Se refundó en el año 2012 como Club Deportivo Ejido 2012 hasta que en el año 2022 se cambió el nombre al actual Polideportivo El Ejido.

### Fútbol sala
Cuenta con el CD El Ejido 2012 fundado en 1989, juega en la Liga Nacional en el Grupo XIII (2019-2020). Tiene una importante cantera, habiendo obtenido el campeonato provincial para todas las categorías base y otros campeonatos a nivel autonómico.

### Baloncesto
Cuenta con el Club de Baloncesto Murgi en las categorías de cantera. Hasta 2010 contaba con El Ejido CB, que llegó a jugar en la Liga EBA.

### Balonmano
El Club de Balomano Murgi jugó en Primera Andaluza Senior y en Primera División Nacional Femenina y tuvo equipos en las categorías de cantera (2019-2020).
El Club de Balonmano Cantera Sur, fundado en 2016, milita en la temporada 2020/21 en Primera División Nacional de balonmano. Con un campeonato de Segunda Andaluza y un subcampeonato de Primera Andaluza, disputó tres temporadas en Segunda División Nacional de Balonmano, consiguiendo el ascenso al comprar la plaza al Balonmano Maravillas.

### Otros deportes
Cuenta diversos clubes y asociaciones: El Ejido Rugby CD, Club Voleibol El Ejido, dos CD Gimmasia Purpurina, Club de Gimnasia Rítmica El Ejido, Club Deportivo Halterejido, Club de Ajedrez El Ejido, H2O Natación El Ejido, Club de Atletismo Murgiverde, Club de Tenis El Ejido, Club de Artes Marciales Hana, el Club Forum, Club Deportivo Hoitsugan, Bici-Club El Ejido, Club Ciclista Ciudad de El Ejido, Club Mountain Bike Peñas Negras, Club Tiempo Libre de Remo y Piragüismo y Club Ecologista Sherpa de Deportes en la Naturaleza.
También tiene representación en el motor con el Team CC Moto Racing. En lo que a las actividades náuticas se refiere, operan el Club Náutico de Almerimar, el Club Náutico de Balerma y el Club Windsurf Mar Azul.

### Eventos destacados

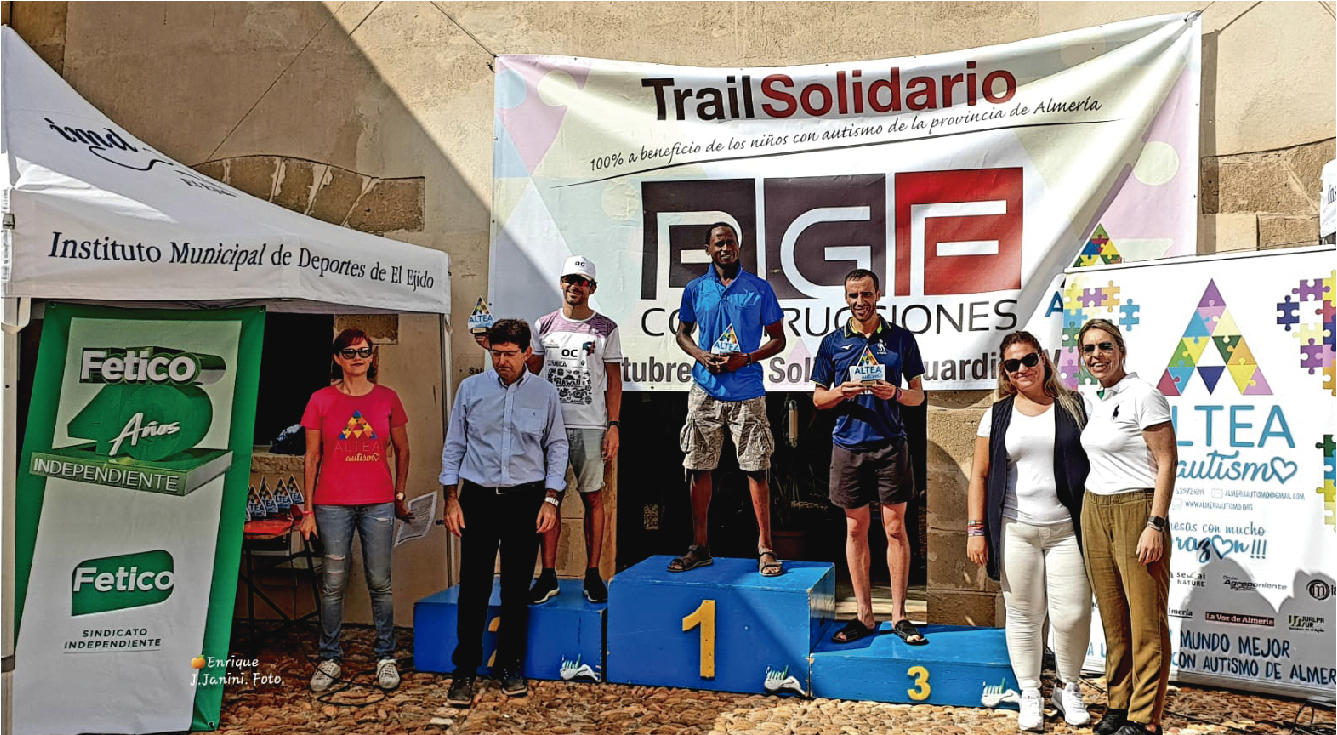
Trail solidario Guardias Viejas

- Carrera Popular Competitiva San Silvestre desde 1987
- Torneo Nacional de Rítmica El Ejido Memorial Rebeca Martínez Herrada desde 2009
- Ejido Challenge desde 2017
- Torneo Internacional de Rugby Playa Ciudad de El Ejido desde 2003
- Día de la Bicicleta de El Ejido
- Cross Urbano Liceo Mediterráneo desde 2015
- Trail Solidario Guardas Viejas desde 2019
- Circuito de Carreras Populares desde 2014
- Media Maratón de El Ejido Ciudad de las Hortalizas desde 2007
- Campeonato de España de Windsurf de Olas y Slalom Culoperro desde 1987

Por sus instalaciones han pasado numerosas competiciones y torneos desde provinciales a internacionales. En los Juegos Mediterráneos de 2005 fue la sede de la competición de Baloncesto y acogió partidos de otras disciplinas.